# Ініціатива «Чорна діра»

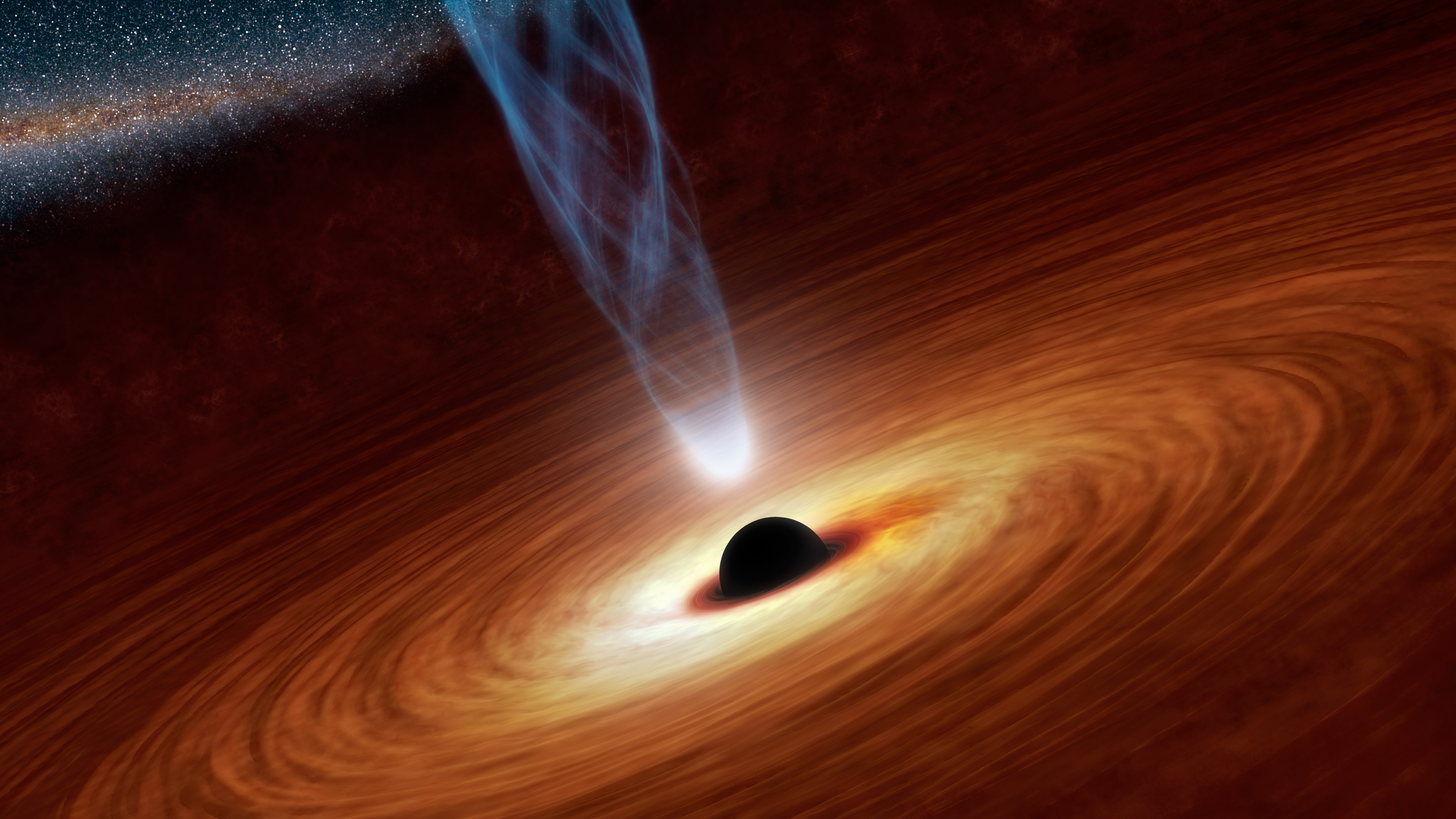
Чорна діра з джерелом корони та рентгенівського випромінювання. (Концепція художника)

Ініціатива «Чорна діра» (BHI) — це міждисциплінарний центр Гарвардського університету, який включає галузі астрономії, фізики та філософії, і вважається першим у світі центром, який зосереджується на вивченні чорних дір. Основні учасники включають Шеперда С. Дулемана, Пітера Галісона, Аві Лоеба, Ендрю Стромінгера та Шінг-Тунг Яу. Інавгурація BHI відбулася 18 квітня 2016 року, на ній був присутній Стівен Гокінг, відповідні семінари відбулися наступного дня. Роберт Дейкграаф створив фреску для інавгурації BHI.
BHI фінансується Фондом Джона Темплтона та Фондом Гордона та Бетті Мур. Гарвардський університет виділив офісне приміщення для BHI на другому поверсі 20 Garden Street у Кембриджі, штат Массачусетс. BHI є незалежним центром у складі факультету мистецтв і наук Гарвардського університету.
Якщо детермінізм — передбачуваність всесвіту — руйнується в чорних дірах, він може руйнуватися в інших ситуаціях. Навіть гірше: якщо детермінізм зруйнується, ми також не зможемо бути впевнені у своїй минулій історії. Підручники з історії та наші спогади можуть бути просто ілюзіями. Це минуле говорить нам, хто ми є. Без цього ми втрачаємо свою ідентичність.— Стівен Гокінг, Інавгурація BHI, Гарвардський університет, 18 квітня 2016 р., Стівен Гокінг